# Kąty (obwód tarnopolski)
Kąty (ukr. Кути, Kuty) – wieś na Ukrainie, w obwodzie tarnopolskim, od 2020 w rejonie tarnopolskim. W 2001 roku liczyła 172 mieszkańców.
W pobliżu znajduje się przystanek kolejowy Nahrabije, położony na linii Tarnopol – Stryj.
Do 2020 w rejonie brzeżańskim.